# Wzgórze (singel Voo Voo)
Wzgórze – singel zespołu Voo Voo promujący płytę Oov Oov.

## Lista utworów i wykonawcy
| 1. | "Wzgórze"                            | 4:29  |
|    | - muzyka i słowa: Wojciech Waglewski |       |
| 2. | "Dwa w jednym"                       | 4:11  |
|    | - muzyka i słowa: Wojciech Waglewski |       |
|    |                                      | 08:40 |
|    |                                      |       |
- nagrano: przełom styczeń-luty 1998. S-4 Warszawa
- realizacja: Wojciech Przybylski
- produkcja: Wojciech Waglewski

Skład zespołu:
- Mateusz Pospieszalski – saksofon, okaryna
- Ziut Gralak – trąbka
- Piotr Żyżelewicz – perkusja, instrumenty perkusyjne
- DJ M.A.D. – skrecze
- Wojciech Waglewski – głos ludzki, gitara, gitara basowa
- Kasia Nosowska – głos ludzki (1)
- Mamadou Diouf – głos ludzki (2)